# Vermifrux
Vermifrux là một chi thực vật có hoa thuộc họ Fabaceae. Nó thuộc phân họ Faboideae. Vermifrux có thể là danh pháp đồng nghĩa của Dorycnopsis.